# Wrexham University

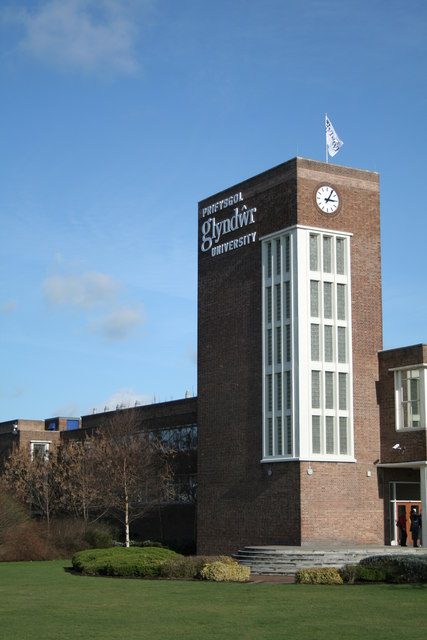

Die Wrexham University (bis 2023: Glyndŵr University) ist eine britische Universität mit Standorten in Wrexham, Northop und St Asaph im Nordosten von Wales sowie in Kingston upon Thames, London. Die Universität bietet Bachelor-, Master- und Ph.D.-Studiengänge an.
Ursprünglich als North East Wales Institute of Higher Education (NEWI) bekannt, wurde die Institution 2003 in die University of Wales integriert. Die Anerkennung als eigenständige Universität und die Berechtigung, staatlich anerkannte Abschlüsse auszustellen, wurde 2008 ausgesprochen. Die Universität wurde im Jahr 2023 in Wrexham University umbenannt, nachdem sie zuvor nach dem Waliser Adeligen Owain Glyndŵr benannt worden war. Mit 7.490 Studierenden (2021/2022) handelt es sich um eine der kleineren Universitäten in Wales und in Großbritannien.

## Geschichte
Die Geschichte der Hochschule lässt sich bis in das Jahr 1887 zurückverfolgen. In diesem Jahr wurde die Wrexham School of Science and Art gegründet. Eine Anerkennung der angebotenen Kurse durch die Universität von London erfolgte erstmals im Jahr 1924.
Nach Anerkennung der unterrichteten Kurse wurde die Wrexham School of Science and Art 1927 in Denbighshire Technical Institute umbenannt. Weitere vorübergehende Bezeichnungen des Bildungsinstituts waren Denbighshire Technical College (1939) und North East Wales Institute of Higher Education (1975).
1993 wurde das North East Wales Institute of Higher Education außerordentliches Mitglied der University of Wales.
Schließlich wurde im Jahr 2004 eine volle Mitgliedschaft in der University of Wales zugestanden. Mit der Befähigung, ab 2006 selbstständig akademische Abschlüsse zu vergeben, erfolgte anschließend im Juli 2008 die Namensänderung zur Glyndŵr University. Im Juni 2014 berechtigte das britische Ministerium Home Office die Universität zur finanziellen Förderung von europäischen Studenten durch Stipendien des Landes Wales. Diese Berechtigung wurde im November 2014 zur Förderung aller ausländischen Studenten erweitert. Die Universität wurde im Jahr 2023 in Wrexham University umbenannt.

## Standorte
Die Universität hat mehrere Standorte in Wrexham sowie zwei weitere Außenstellen in Northop, Flintshire und im Süden Londons.

### Wrexham
Es gibt fünf Standorte in Wrexham. Der Hauptsitz liegt außerhalb des Stadtzentrums und hat eine Fläche von 380.000 m². Hier sind über 70 Unterrichtsräume, Konferenzräume, Vorlesungssäle, Labore und Werkstätten untergebracht. Zusätzlich verfügt die Universität über eine Bibliothek, eine Galerie, ein Gesundheitszentrum sowie mehrere Sportanlagen.
Von 2011 bis 2022 befand sich der Racecourse Ground in Besitz der Wrexham University. Hier wurden die Sportveranstaltungen der lokalen Sportmannschaften ausgetragen. Die Räumlichkeiten für Studiengänge Kunst und Design befinden sich in der Regent Street und liegen in unmittelbarer Nähe zum Stadtzentrum. Hier wird bereits seit 1927 unterrichtet.

### Northop, Flintshire und London
Der Standort Northop, Flintshire, ist ungefähr 30 km vom Hauptsitz in Wrexham entfernt. Der Campus verfügt über eine eigene Bibliothek, mehrere Sportanlagen sowie eine Unterbringungsmöglichkeit für Studenten. Hier werden Studiengänge in Biologie, Geografie und Umwelttechnik angeboten. Der Londoner Campus befindet sich in der Nähe des Bahnhofes Elephant & Castle. Hier werden seit 2015 vorübergehend keine Studiengänge mehr angeboten.

## Zahlen zu den Studierenden und den Mitarbeitern
Im Studienjahr 2022/2023 nannten sich von den 8545 Studenten der Wrexham University 5095 weiblich (59,6 %) und 3420 männlich (40,0 %). 2021/2022 waren es 7.490 Studierende gewesen 2019/2020 6.045, davon 3.585 weiblich (59,3 %) und 2.450 männlich (40,5 %). 1.455 Studierende kamen aus England, 15 aus Schottland, 3.980 aus Wales und 485 aus der EU. 4.885 der Studierenden strebten 2019/2020 ihren ersten Studienabschluss an, sie waren also undergraduates. 1.160 arbeiteten auf einen weiteren Abschluss hin, sie waren postgraduates. Davon waren 65 in der Forschung tätig. Von insgesamt 465 Mitarbeitern waren 195 wissenschaftlich tätig.
2005/2006 waren es 8.960 Studierende gewesen, darunter 1.390 Postgraduierte.

## Lehre
Die Universität bietet über 150 Studiengänge an. Bachelor-, Master- und Ph.-D.-Abschlüsse werden in den Fachgebieten der Ingenieurwissenschaften, Wirtschaftswissenschaften, Informations- und Kommunikationswissenschaften, Sportwissenschaften und in Kunst und Design vergeben. Ebenso besteht die Möglichkeit, Kriminalistik, Gesundheitswesen oder Walisisch zu studieren.
Der Complete University Guide (CUG) hat die Universität in der neuesten Rangliste für 2023 als beste Universität in England und Wales für die Zufriedenheit der Studierenden bewertet und auf Platz zwei im gesamten Vereinigten Königreich eingestuft. Als erfolgreichstes Fachgebiet der Universität im landesweiten Vergleich sind die Informations- und Kommunikationswissenschaften zu nennen. So liegt die Universität in diesem Bereich auf dem 88. Platz. 2014 wurde sogar der 64. Platz erreicht. Im Fach Computer Science liegt die Universität im Jahr 2023 mit Position 63 von 114 im Mittelfeld. Die Studierendenzufriedenheit und die Berufsaussichten sind in diesem Fach mit 84 % und 83 % sehr hoch. Insgesamt bewegt sich die Universität im letzten Drittel unter den Universitäten im UK.
| Rankings                             |     |
| Complete (2016, national)            | 123 |
| The Guardian (2016, national)        | 103 |
| Times/ Sunday Times (2015, national) | 102 |

## Studentenleben
Der Altersdurchschnitt der Studenten gilt als hoch: Über 54 % sind über einundzwanzig, der Anteil an Studenten über vierzig Jahren liegt bei 17 %.

### Unterbringung am Campus
Insgesamt gibt es drei eigene Studentenwohnheime in Wrexham. Direkt am Campus untergebracht ist das Wrexham Village und das Student Village. Im Stadtzentrum befindet sich das Studentenwohnheim Snowdon Hall. Dieses wird von der Opal Group geführt.

### Sport- und Freizeitangebote
Einige Sportmannschaften konkurrieren in den offiziellen Ligen des Verbandes der British Universities & Colleges Sport (BUCS) mit anderen Universitätsmannschaften aus Großbritannien. Die Universität stellt regelmäßig Mannschaften für die folgenden Ligen: Men’s Rugby Union, Women’s Netball, Men’s Basketball, Women’s and Men’s Hockey, Men’s Soccer, Men’s Futsal und Men’s Badminton.
In den Sportzentren am Standort in Wrexham sind zahlreiche lokale Freizeitsportangebote verfügbar. Die Studenten können hier zwischen Badminton, Basketball, Futsal, Handball, Tennis, Roller Derby und Volleyball wählen.